# Mareas vivas
Mareas vivas fue una serie de la televisión de Galicia creada por Antón Reixa y producida por Voz Audiovisual y Zopilote que se emitió entre los años 1998 y 2002. Rodada en Laxe (La Coruña), aunque muchas de las imágenes fueron tomadas en Corme, en la otra parte de la ría, y dirigida en sus inicios por Antón Reixa, la serie se hizo muy popular en Galicia e incluso llegó a emitirse en otros canales autonómicos españoles, aunque ya sin lograr revalidar el éxito alcanzado en su comunidad de origen.
Para muchos de sus actores, Mareas Vivas fue un trampolín hacia la fama en Galicia y en algunos casos para dar el salto al panorama nacional. El caso más claro es el de Luis Tosar, que es en la actualidad el actor gallego más internacional.

## Argumento
Mareas vivas refleja la realidad de un pueblo marinero gallego situado en la Costa de la Muerte. Aunque el protagonismo recae principalmente en los personajes del juez, Andrés (Luis Tosar), y su casera María (Isabel Blanco), se trata de una serie coral, con un elenco amplio, y que pudo sobrevivir bastante tiempo en las pantallas pese a la marcha de los dos citados personajes.
Aparte de su calidad, la serie destaca por ser una de las primeras expresiones televisivas de la manera de hablar gallego en la costa gallega de Finisterre y Camariñas (aparte de otras zonas de Galicia).
El gallego hablado por los locales de Portozás (la localidad en la que se ambienta la serie) y la gente de la zona posee las características del seseo (pronunciar la S en lugar de la C) y la gheada.

## Elenco
- Luis Tosar - Andrés Domínguez
- Isabel Blanco - María Ares
- Luis Zahera - Celso Puga "Petróleo"
- Sonia Castelo - Berta
- Camila Bossa - Belinda
- Miguel de Lira - Evaristo Currás
- Mela Casal - Alcaldesa Celia
- Tuto Vázquez - Ramón Couto
- Carlos Blanco - Ladislao Couto
- Xaquín Caamaño - Mangüi (Curriolo)
- Manuel Lourenzo - Melghacho
- María Louro - Paula Couto
- Santiago Romay - Fito
- Ana Santos - Pitusa
- Víctor Mosqueira - Francisco Taracido
- Evaristo Calvo - Carlos
- Uxía Blanco - Helena
- Monti Castiñeiras - Xurxo Vázquez
- Florencio Paco Campos
- Xosé Manuel Olveira "Pico" - Don Amancio
- Eva María Fernández - Rosa
- Alfonso Agra - Anselmo
- Xavier Estévez - Viriato
- Patricia Vázquez - Sabela
- Tamara Canosa - Laura Castro
- Patricia Fernández Aufiero - Iria Maroto
- Isabel Naveira - Ana Mouzo
- Nacho Castaño - Chano Morais
- Rebeca Montero - Mónica
- Martiño Rivas - Dani
- Santiago Fernández